# Élisabeth de Namur
Élisabeth de Namur est une comtesse palatine ayant vécu de 1329 à 1382.

## Biographie
Élisabeth de Namur est la fille de Jean Ier de Namur, comte de Namur, et de  Marie d'Artois , fille de Philippe d'Artois et de Blanche de Bretagne.
Elle épousa vers 1342 Robert Ier du Palatinat, prince-électeur et comte palatin, ils n'eurent aucun enfant.